# Motore ad accensione comandata

Fasi del motore a quattro tempi:
1. Aspirazione
2. Compressione
3. Combustione ed espansione
4. Scarico

Un motore ad accensione comandata è un convertitore da energia chimica a energia meccanica, il quale viene alimentato da un impianto d'alimentazione e scarica i prodotti esauriti (gas di scarico) tramite un impianto di scarico aperto da una valvola.

## Introduzione
"Questo motore, detto anche a ciclo Otto (nome derivante dall'ingegnere tedesco Nikolaus August Otto), funziona con la benzina, che viene nebulizzata e mescolata con l'aria per formare un gas esplosivo. Il gas entra nella camera di un cilindro dove viene compresso, poi scocca una scintilla che lo fa scoppiare. 
Il motore a benzina è impiegato sui mezzi di trasporto privato: sulle auto, sui ciclomotori, sulle motociclette, sulle auto da corsa e in alcuni aerei ad elica."

## Suddivisione
I motori ad accensione comandata possono essere suddivisi in base alla modalità con cui è completato il ciclo operativo, ovvero la successione periodica di fasi che il fluido operatore compie nel motore quindi in:
- motori a sei tempi
- motori a quattro tempi
- motore ibrido a due/quattro tempi
- motori a due tempi

"Motore quattro cilindri in linea: 
Il motore è composto da tre parti: testata, basamento, coppa dell'olio.
Nella testata sono avvitate le candele, nel basamento sono ricavate le canne (cilindri) dove scorrono i pistoni e nella coppa dell'olio ruota l'albero a gomiti che termina all'esterno col volano."
Esistono però anche motori a pulsione ad accensione comandata come:
- Pulsoreattore

## Principi generali
Nei motori ad accensione comandata vengono utilizzati carburanti ad elevato potere calorifico.
Utilizzando la forza di espansione data dalla combustione viene spinto un pistone, che perciò si sposta trasformando l'energia cinetica del pistone in energia rotatoria dell'albero motore.
Nei motori a 4 tempi, ad un ciclo di combustione equivalgono 2 giri dell'albero motore, mentre nel motore a 2 tempi un ciclo equivale a 1 solo giro dell'albero motore.
Nei motori alternativi il movimento longitudinale del pistone si trasferisce a un complesso biella - albero motore, trasformandosi quindi in movimento rotatorio.

## Fasi del Ciclo Otto
Vi è una pluralità di motori a combustione interna, in tutti vi è però il ripetersi di un ciclo termodinamico simile:
1. aspirazione
2. compressione (innalzamento del pistone)
3. combustione (ed espansione) (fase utile)
4. scarico (espulsione dei gas esausti)

L'aspirazione e lo scarico servono per lo scambio dei gas e per preparare il nuovo ciclo, mentre compressione ed espansione producono la trasformazione da energia termica (calore) ed energia potenziale (pressione) in energia meccanica (potenza).